# Otto Hess (Politiker, 1908)
Otto Hess (* 19. Dezember 1908 in Roßdorf (bei Darmstadt); † 24. August 1967 in Burgdorf) war ein deutscher Politiker (DRP, NPD) und Abgeordneter des Niedersächsischen Landtages.
Otto Hess war Neffe von Rudolf Heß und ein Freund von Adolf von Thadden.

## Leben
Am 21. Juni 1935 legte Hess die große Staatsprüfung für das Justiz- und Verwaltungsfach ab. Am 28. Februar 1936 trat er in den Reichsdienst ein und war zunächst bis zum 22. Mai 1936 als Assessor beim Kreisamt Darmstadt tätig, vom 12. Mai 1936 bis 28. September 1938 bei der Gestapo Darmstadt. Vom 29. September 1936 bis 31. Dezember 1937 war er beim Stab des Stellvertreters des Führers, ab 1. Januar 1938 beim Stab der Obersten SA-Führung tätig. Am 1. Februar 1939 wurde er als Regierungsassessor beim Regierungspräsidenten von Oberbayern übernommen, wobei er zugleich zur Geschäftsaushilfe dem Landrat in München zugeteilt war. Am 10. April 1942 wurde er zum Oberregierungsrat befördert und zugleich in die Partei-Kanzlei abgeordnet; einen Tag zuvor schied er aus dem Bayerischen Landes-Dienst aus. Zum 1. August 1930 trat er der NSDAP bei (Mitgliedsnummer 279.534) und betätigte sich als Gauredner, Kreisleiter und SA-Oberführer (SA-Mitglied seit 26. Juni 1930).
Seit August 1939 war Hess bei der Wehrmacht. Ab 1. April 1940 war er im Bataillonsstab II des Infanterie-Regiments 199 „List“, ab 6. Februar 1941 im Infanterie-Ersatz-Bataillon 199 in Braunschweig. Am 19. Februar 1942 wurde er vom Stab I des Infanterie-Regiments 542 versetzt zur 2. Kompanie des Infanterie-Regiments 542. Am 20. Juli 1943 erfolgte die Versetzung vom Stab I des Grenadier-Regiments 542 zum Grenadier-Ersatz-Bataillon 61 in München. Hess’ höchster bekannter Rang war laut Meldung vom 22. Mai 1943 Hauptmann der Reserve.
Nach dem Krieg arbeitete Hess als selbstständiger Kaufmann im Bereich Immobilien. Er wirkte 1950 bei der Gründung der Deutschen Reichspartei mit und war deren stellvertretender Vorsitzender. Von 1953 bis 1958 war er Landesvorsitzender der DRP in Rheinland-Pfalz. 1959 kandidierte Hess für die DRP für den Niedersächsischen Landtag, scheiterte jedoch an der in Niedersachsen neu eingeführten Fünf-Prozent-Hürde. Er wurde Vorstandsmitglied der 1964 gegründeten NPD und wurde schließlich vom 6. Juni 1967 bis zu seinem Tod am 24. August 1967 für die NPD Mitglied des Niedersächsischen Landtages (6. Wahlperiode); dort war er Mitglied im Ausschuss für Rechts- und Verfassungsfragen. Hess nahm sich aufgrund persönlicher und finanzieller Probleme das Leben. Der Spiegel bezeichnete ihn als „Propagandachef“ und Ideologen der NPD.